# جشنواره فیلم کن ۱۹۵۲
پنجمین دوره جشنواره فیلم کن در این دوره جایزه بزرگ ( نخل طلا ) به دو فیلم دو شاهی امید و اتلو رسید .مارلون براندو نیز برای زنده‌باد زاپاتا! بهترین بازیگر مرد جشنواره فیلم کن شد. 

## برندگان
- نخل طلا: جایزه بزرگ 
  - دو شاهی امید توسط رناتو کاستلانی
  - اتللو توسط اورسن ولز
- جایزه هیئت داوران جشنواره فیلم کن: به آندره کایات رسید
- جایزه بهترین بازیگر مرد جشنواره فیلم کن: مارلون براندو برای زنده‌باد زاپاتا!
- جایزه بهترین بازیگر زن جشنواره فیلم کن: لی گرانت برای داستان بازرس (فیلم ۱۹۵۱)
- جایزه بهترین کارگردان جشنواره فیلم کن: به کریستین-ژاک رسید
- جایزه بهترین فیلم‌نامه جشنواره فیلم کن: به فیلم پلیس و دزدان رسید
- بهترین موسیقی: فیلم تابستانی پر از خوشبختی
- جایزه OCIC: دو شاهی امید توسط رناتو کاستلانی